# Brette-les-Pins
Brette-les-Pins è un comune francese di 2 185 abitanti situato nel dipartimento della Sarthe nella regione dei Paesi della Loira.

## Società

### Evoluzione demografica
Abitanti censiti